# Olympische Jugend-Sommerspiele 2010/Teilnehmer (Bolivien)
| Gelbes Symbol für Goldmedaillen mit stilisierten Olympischen Ringen | Graues Symbol für Silbermedaillen mit stilisierten Olympischen Ringen | Braundes Symbol für Bronzemedaillen mit stilisierten Olympischen Ringen |
| ------------------------------------------------------------------- | --------------------------------------------------------------------- | ----------------------------------------------------------------------- |
| 1                                                                   | —                                                                     | —                                                                       |

Die Jugend-Olympiamannschaft aus Bolivien für die I. Olympischen Jugend-Sommerspiele vom 14. bis 26. August 2010 in Singapur bestand aus 25 Athleten.

## Athleten nach Sportarten

### Fußball
Jungen
- Gold

Nach zwei Vorrundensiegen gegen Vanuatu (2:0) und Haiti (9:0) besiegte die bolivianische Auswahl im Halbfinale Montenegro mit 3:1. Im Finale traf Bolivien erneut auf Haiti und siegte diesmal 5:0, wodurch die Goldmedaille gewonnen wurde. Auch der Torschützenkönig des Turniers kam aus Bolivien: Rodrigo Mejido erzielte sechs Treffer, vier davon im Vorrundenspiel gegen Haiti.
- Kader
Pedro Galindo
Alvaro Paz
Carlos Anez
Macallister Amutary
Noel Rodriguez
Romero Vaca
Jhamil Bejarano
Yasser Manzur
Jorge Alpire
Jorge Sabja
Rodrigo Mejido
Harry Zegarra
Osvaldo Daza
Marvin Martinez
Cristian Arano
Gustavo Torrez
Luis Banegas
Josue Gutrhie

### Leichtathletik
Jungen
- Bruno Rojas
100 m: 13. Platz

### Radsport
Zusammen belegten die vier Radfahrer, die in verschiedenen Disziplinen antraten, den 28. Platz.
| Mädchen - Jimena Montecinos | Jungen - Carlos Montellano - Samuel Melgar - Sebastian Vargas |

### Schwimmen
| Mädchen - María López 50 m Freistil: 46. Platz (Vorrunde) 100 m Freistil: 46. Platz (Vorrunde) | Jungen - Tarco Llobet 50 m Brust: Rückzug vor dem Halbfinale 100 m Brust: 27. Platz (Vorrunde) |